# Ljungbyån
Ljungbyån är en 62 km (77 km med längsta biflöde) lång å i Småland som mynnar i Kalmarsund. Källorna återfinns i västra delen av Nybro kommun. Avrinningsområdet är 758 km². Största biflöde är S:t Sigfridsån. Ett Natura 2000-område finns i ådalen.

## Naturvärden
Ljungbyån rinner genom ett variationsrikt landskap med mycket värdefulla odlingsmarker, översilningsmader och sumpskogsmarker med barr-, bland- och lövskogar följer omväxlande ån. En av de mest värdefulla delarna av Ljungbyån utgör sträckan öster och väster om Markustorp. Här finns ett småskaligt bifurkationssystem där ett nätverk av åfåror med tillhörande lövsumpskog bildats. Det dominerande trädslaget är ask, buskinslaget är stort och den frodiga örtvegetationen består bland annat av hampflockel, safsa, korallrot, kransmynta och mängder av den sårbara sumpviolen. Vid Nyfikamålen förekommer den i Europa mycket sällsynta hårklomossan. Den växer på block och klibbalrötter vid Gunnaboån. Den rika fiskfaunan gör att området är intressant från fiskesynpunkt. Bland annat går här storvuxen havsöring upp.

## Kulturhistoria
Ljungbyån har haft en stor betydelse ur ett kulturhistoriskt perspektiv. I de nedre delarna finns många stenåldersboplatser lokaliserade till ån. Sannolikt har bland annat fisket varit en bidragande orsak. Området kring ån utvecklades här snart till en betydande centralbygd, vilket bland annat avspeglas i många gravfält utmed ån, storgårdar, Hossmo försvarskyrka och kungsgård med flera. I flera källor framförs tanken att Ljungbyån varit en viktig transportled av till exempel järn från inlandet till kusten. Förekomsten av farledsspärrar i åmynningen kan vittna om detta.
I historisk tid har ån varit av mycket stor betydelse som kraftkälla och en mängd vattendrivna kvarnar, sågar, stampar med mera anlades vid ån med biflöden. Under 1900-talet byggdes flera kraftstationer. Än idag präglas ålandskapet av många dammanläggningar, kvarnlämningar och i flera fall bevarade byggnader och helhetsmiljöer såsom Fredriksströms bruk, Källstorp, Gunnabo kvarn och såg, Rössbo kvarn, Maltebo kvarn och kraftstation m.fl. Enbart inom Natura2000-området finns ett femtontal dammanläggningar registrerade i SMHI:s dammregister. Inom området finns också kulturmiljövärden i form av till exempel stenvalvbroar.
I äldre tid var de naturliga slåttermarkerna av central betydelse, inte minst de naturligt översvämmade maderna vid vattendragen. Än idag finns det många ägonamn som visar på Ljungbyåns historiska betydelse för ängsbruket till exempel Gangsmad, Kattåsamaden och Åmunsängen. Några mader och strandängar längs med ån betas fortfarande. Under 1800- och 1900-talen har Mörebygdens landskap genom gått stora förändringar genom torrläggnings- och dikningsföretag vilket skapat ytterligare ett kulturhistoriskt tidsskikt i landskapet. 
Belägg för flottning finns i vattensystemet, uppströms Orrefors och här finns lämningar i form av hålldammar.